# Taguette
Taguette es un programa bajo licencia BSD para el análisis de datos cualitativos (Inglés CAQDAS: Computer assisted qualitative data analysis software). Funciona como aplicación web, instalación en servidor o en computadora local. Su uso optimiza los procesos de análisis de datos no estructurados en la investigación cualitativa en las humanidades y las ciencias sociales. Los datos no estructurados se recolectan normalmente a través de la observación, introspección, relatos, grupos de discusión, entrevistas, etc.

## Autor
Taguette fue desarrollado Estados Unidos (2019) por Vicky Rampin (bibliotecóloga) y Remi Rampin (desarrollador).

## Descripción
Taguette proporciona herramientas como:
- Creación de unidad de código y sub códigos
- Codificación
- Exportación de códigos
- Exportación de informes en csv, pdf, hojas de cálculo, documentos de texto.
- Trabajo colaborativo solo para instalación en servidor.
- Instalación en servidor.